# Wyschni Wolotschok
Wyschni Wolotschok (russisch Вышний Волочёк, DIN-Transliteration Vyšnij Voločëk) ist eine russische Stadt mit 52.370 Einwohnern (Stand 14. Oktober 2010) in der Oblast Twer.

## Geographie
Wyschni Wolotschok befindet sich im Nordwesten des europäischen Teils Russlands, ungefähr auf halbem Weg zwischen Moskau (287 km entfernt) und Sankt Petersburg (365 km entfernt) und 119 km nordwestlich der Gebietshauptstadt Twer.
Es ist eingebettet in eine Seenlandschaft der nordöstlichen Waldaihöhen und liegt an einem 109 km² großen Stausee des Flusses Zna aus dem Flusssystem der Newa. Aufgrund der Vielzahl natürlicher und künstlicher Gewässer in und um Wyschni Wolotschok wird die Stadt gelegentlich auch als „russisches Venedig“ bezeichnet. Auf dem Stadtgebiet gibt es alleine über 40 Brücken.

## Geschichte

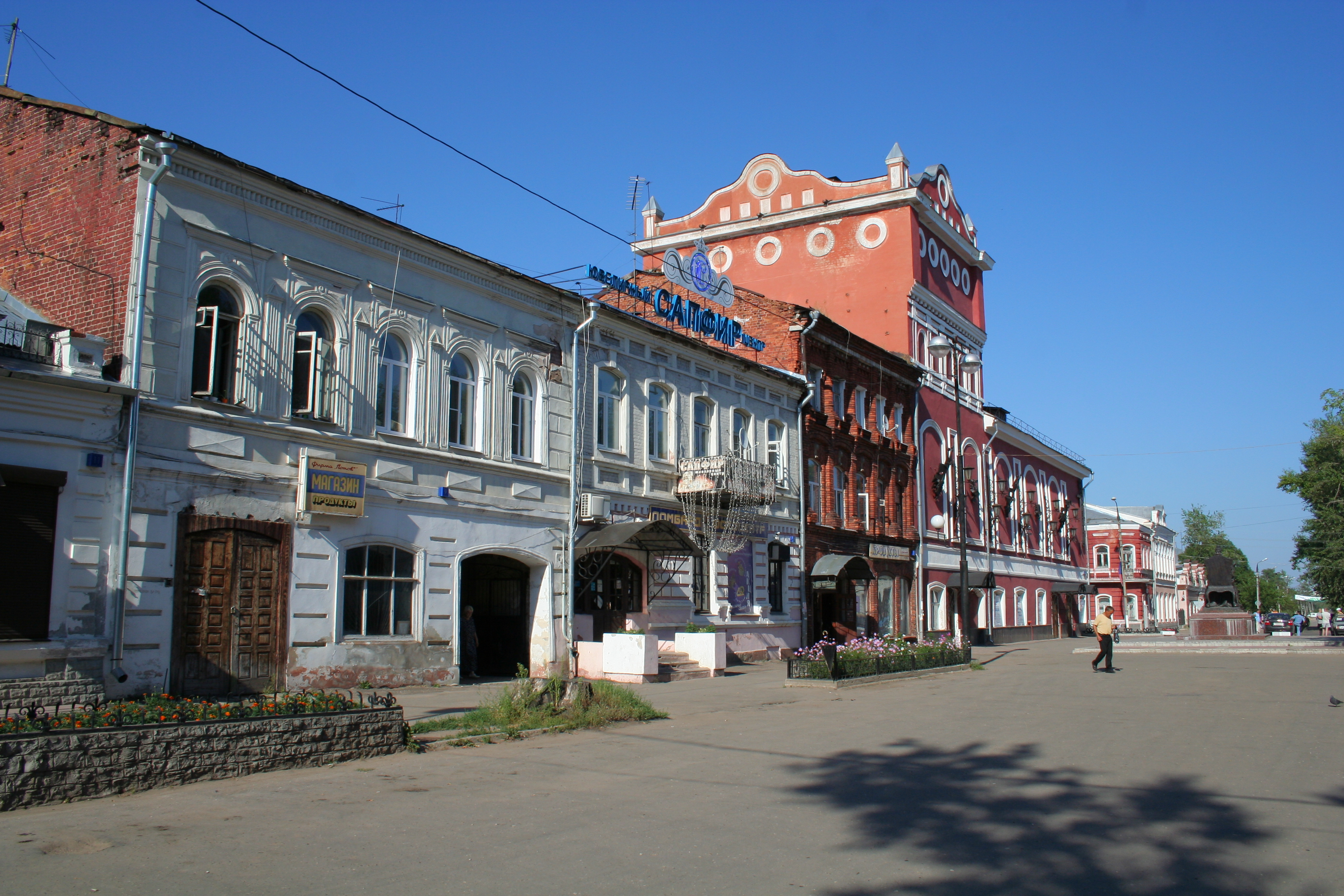
Im Zentrum von Wyschni Wolotschok

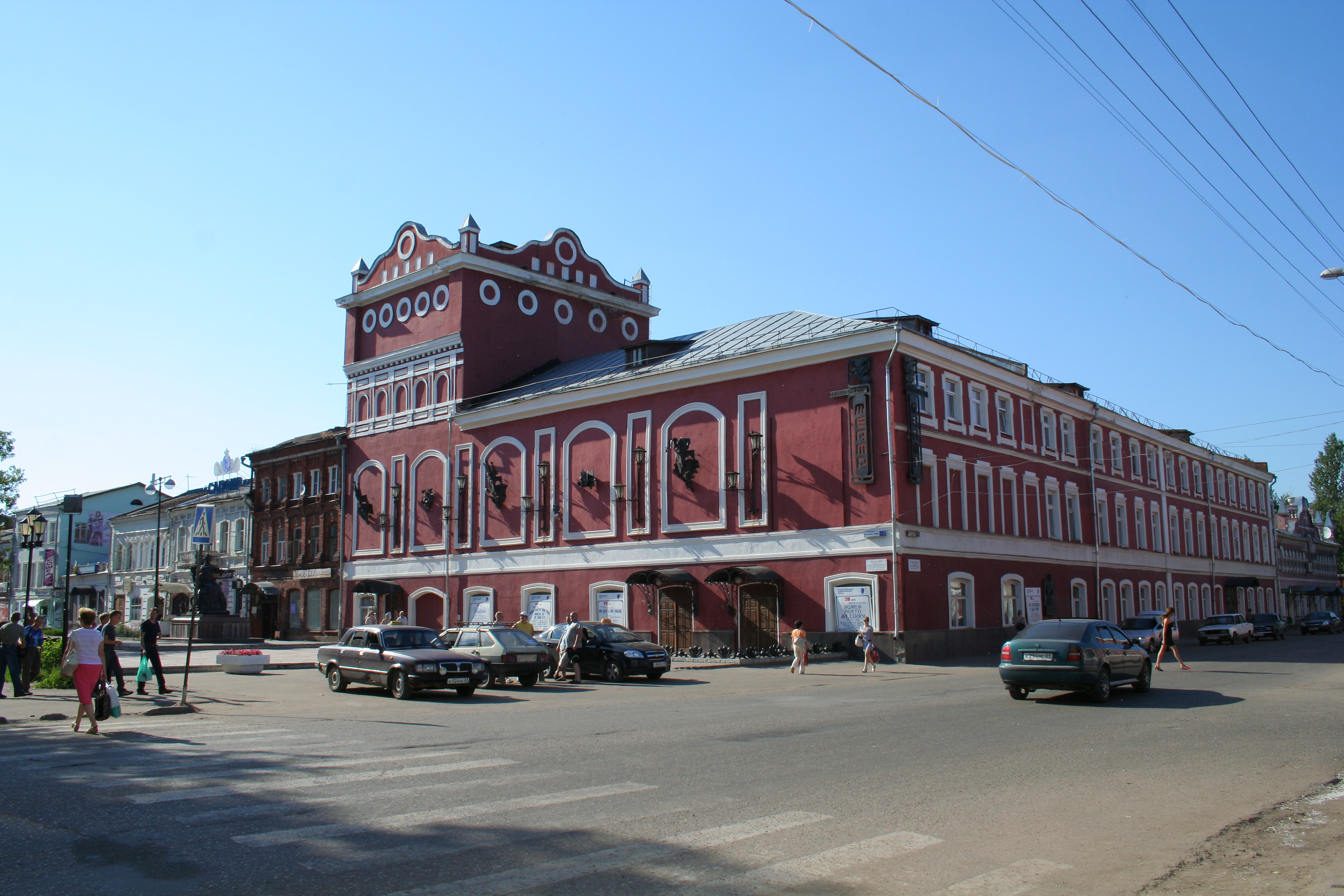
Schauspielhaus

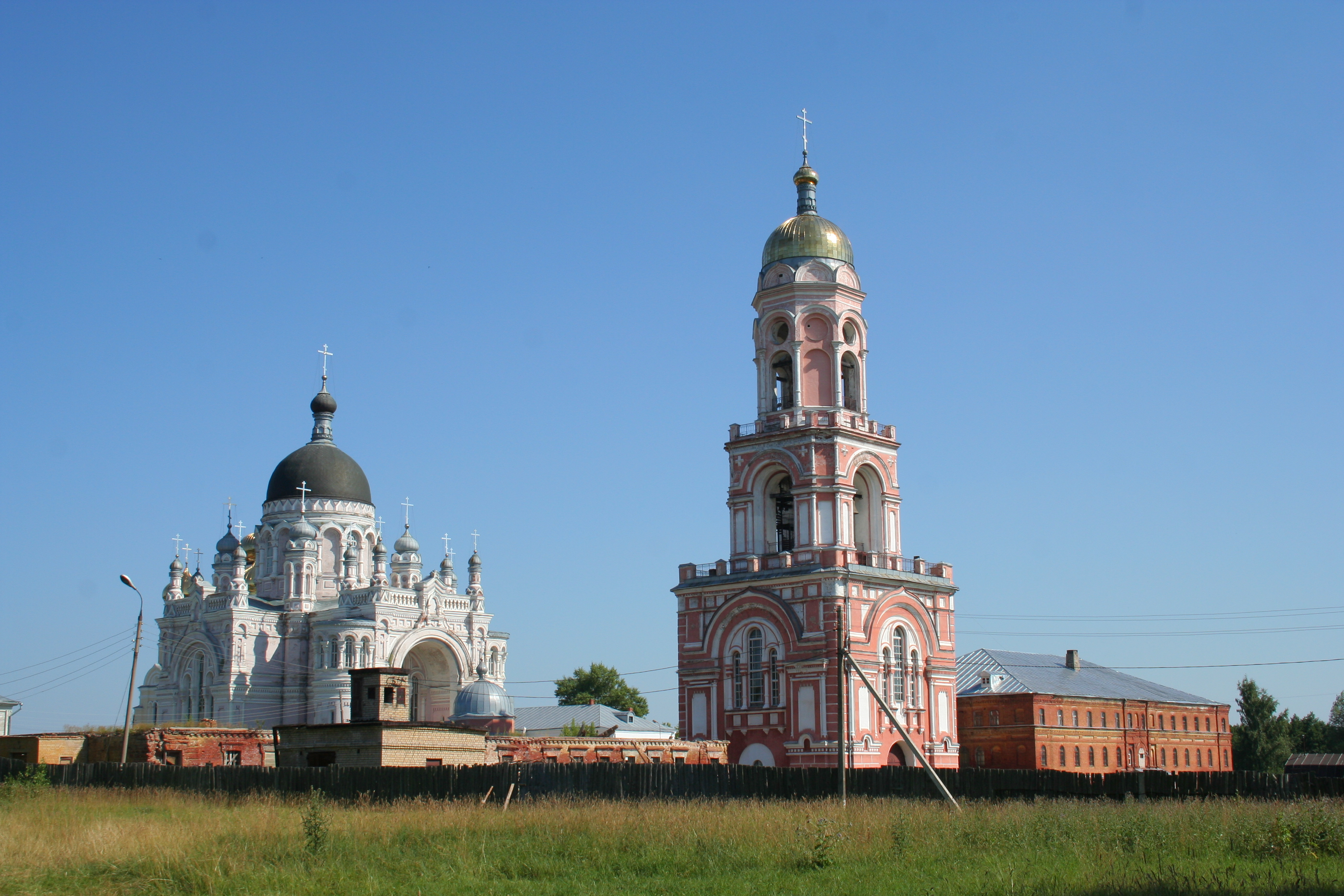
Kasaner Kloster

Wyschni Wolotschok wurde erstmals in einer Urkunde des Jahres 1437 erwähnt. Damals gehörte es zur Republik Nowgorod und lag bereits an einem Weg, der deren Hauptstadt Nowgorod mit Moskau verband. Der Ortsname ist russischen Ursprungs und bedeutet so viel wie „obere Portage“, was auf die entsprechende Lage des Ortes am Fluss Zna hindeutet, der in diesem Bereich einst viele Stromschnellen hatte.
Nach schwierigen Zeiten im 15. Jahrhundert, als Wyschni Wolotschok zwischen verfeindeten russischen Fürstentümern umkämpft und mehrmals beschädigt worden war, kam es an das Großfürstentum Moskau. Im 16. Jahrhundert hieß der Ort Nikolski Pogost nach der hiesigen Kirche des Heiligen Nikolaus von Myra. Zu dieser Zeit begann sich die Gegend als Handels- und Handwerkszentrum zu entwickeln, was nicht zuletzt der günstigen Lage zwischen Moskau und Petersburg und am ehemals bedeutenden Handelsweg „von den Warägern zu den Griechen“ zu verdanken war.
Im 18. Jahrhundert begann sich Wyschni Wolotschok in seiner bis heute teilweise erhaltenen Gestalt zu bilden. Das rege Wachstum des Ortes zu jener Zeit geht zurück auf die Errichtung einer neuen Straßenverbindung zwischen der alten und der neuen Hauptstadt sowie auf den Bau des ersten Verbindungskanals zwischen den Flusssystemen der Wolga und der Newa. Der von Peter I. in Auftrag gegebene Kanal wurde von Michail Serdjukow 1722 fertiggestellt. Ab dann florierten in Wyschni Wolotschok der Schiffbau und andere Industrien und Handwerke.

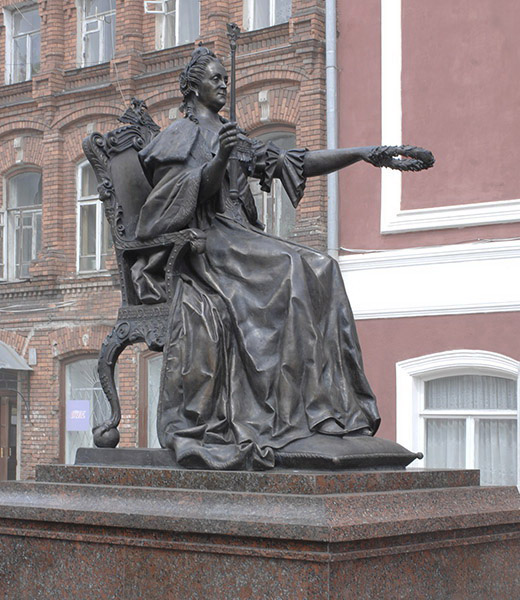
Katharina-II.-Denkmal (J. W. Slotja, 2007)

1770 erhielt Wyschni Wolotschok Stadtrechte und gehörte seit 1775 zum Gouvernement Twer. Im 19. Jahrhundert galt es als wichtiges Zentrum der Textilindustrie und eine der reichsten Städte im Nordwesten des Russischen Reichs.
Mit der Verlegung der Bahnstrecke Sankt Petersburg–Moskau durch Wyschni Wolotschok im Jahr 1849 erhielt es zwar als eine der ersten russischen Städte einen Eisenbahnanschluss, allerdings ließ dadurch die Bedeutung des vormals wichtigen Kanals drastisch nach. Auf diese Weise verlor auch Wyschni Wolotschok gegen Anfang des 20. Jahrhunderts seine einstige wirtschaftliche Bedeutung.
Während der Sowjetzeit wurde das System künstlicher Gewässer der Stadt in den 1940er-Jahren erneuert und ausgebaut. Der Stausee wuchs auf seine heutige Größe von 109 km² und wird seitdem auch für die Wasserversorgung Moskaus genutzt.
Während und nach dem Zweiten Weltkrieg befand sich in Wyschni Wolotschok das Kriegsgefangenenlager 216 für deutsche Kriegsgefangene. Es lag 7 km südlich des Stadtzentrums in der Nähe eines Kanals. Wiederum südlich davon war ein 2 ha großer Kriegsgefangenenfriedhof mit insgesamt 2000 Toten, vorwiegend in Massengräbern, angelegt. Das Lager Leontjewo – sehr wahrscheinlich ein zum Hauptlager 216 gehörendes Nebenlager – befand sich 10 km nordwestlich der Stadt. Die Verwaltung des Kriegsgefangenenlagers wurde Anfang 1948 von der Lagerverwaltung 384, Kalinin (das heutige Twer) übernommen.
Die Behandlung von schwer Erkrankten aus den Einzellagern fand im Kriegsgefangenen-Hospital 3052 statt. Es hatte einen Hospitalfriedhof, auf dem ca. 5000 Verstorbene beerdigt wurden. Ebenfalls zuständig für die medizinische Versorgung war das Hospital 1246 in Ostaschkow. In Wyschni Wolotschok waren außerdem die Kriegsgefangenen-Arbeitsbataillone Nr. 216/339 und 216/346 der Roten Armee angesiedelt.

### Bevölkerungsentwicklung
| Jahr | Einwohner |
| ---- | --------- |
| 1897 | 16.612    |
| 1939 | 63.644    |
| 1959 | 66.360    |
| 1970 | 73.688    |
| 1979 | 71.703    |
| 1989 | 64.789    |
| 2002 | 56.405    |
| 2010 | 52.370    |

Anmerkung: Volkszählungsdaten

## Partnerschaften
Berettyóújfalu (Ungarn)

## Wirtschaft und Verkehr

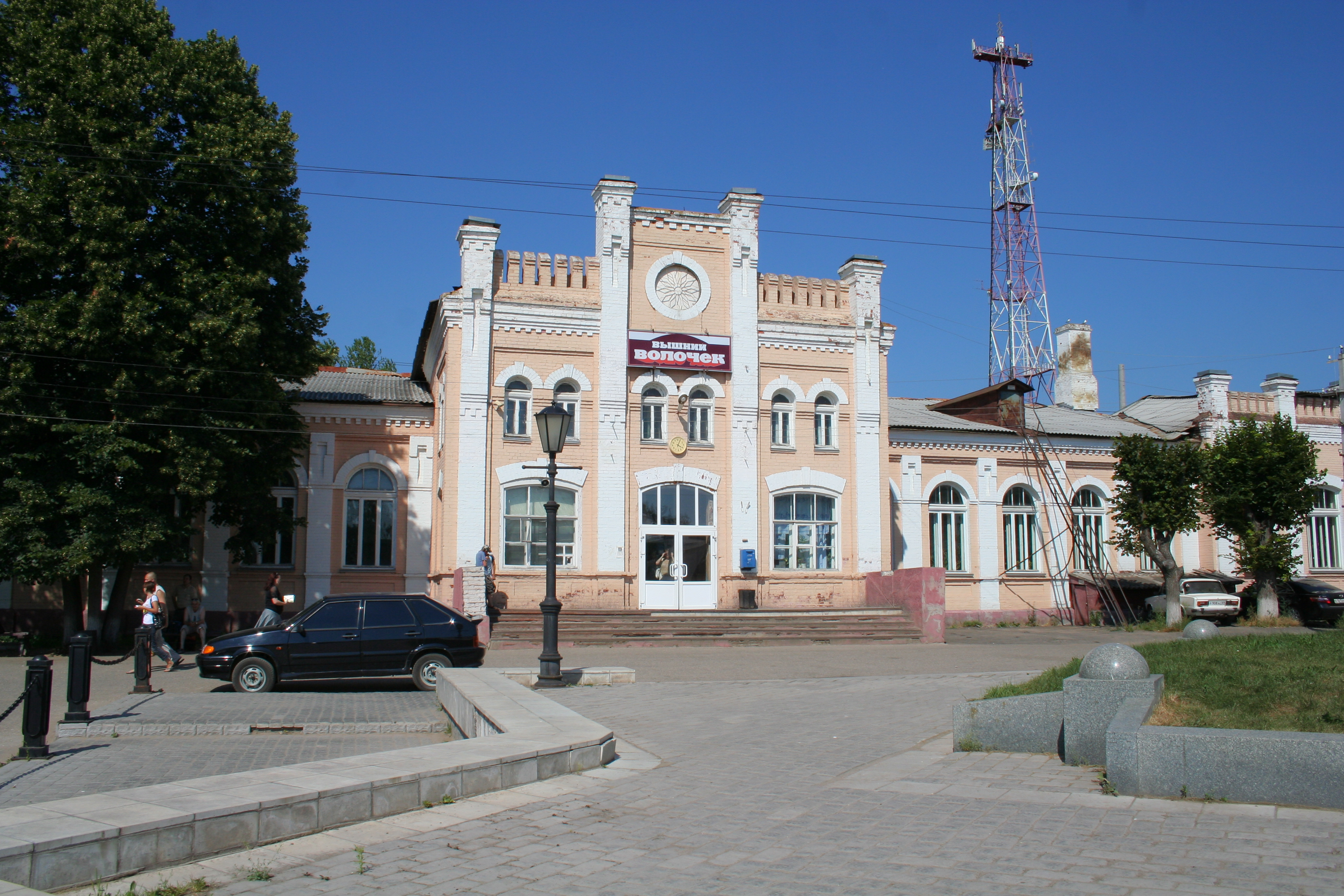
Empfangsgebäude des Bahnhofs

Heute hat Wyschni Wolotschok eine vielfältige Industrie mit Textil-, Holz-, Papier- und Lebensmittelbetrieben sowie einigen Bildungseinrichtungen. Besonders erwähnenswert ist die Glasfabrik "9. JANUAR", eine Firma zur Erzeugung von Gläsern und Flaschen.
Die Stadt liegt an der Bahnstrecke Sankt Petersburg–Moskau und hat dort einen Fernbahnhof. Auch die parallel verlaufende Fernstraße M10 führt durch Wyschni Wolotschok, die sog. "Russia". Eine neue Autobahn, die M11, umgeht die Stadt und sollte zur Entlastung der Stadt führen durch Verlagerung des Transitverkehrs Moskau, St. Petersburg, sowie nach Finnland und die baltischen Staaten.

## Söhne und Töchter der Stadt
- Pjotr Anjou (1796–1869), Seefahrer und Polarforscher
- Anton Stuckenberg (1816–1887), Verkehrsingenieur und Schriftsteller
- Iwan Wyschnegradski (1832–1895), Ingenieur, Wissenschaftler und Hochschullehrer
- Alexander Stuckenberg (1844–1905), Geologe, Paläontologe und Hochschullehrer
- Sergei Kussewizki (1874–1951), russisch-amerikanischer Dirigent und Kontrabassist
- Warwara Tichomirowa (1875–1961), Geophysikerin und Hochschullehrerin
- Alexandra Artjuchina (1889–1969), Partei- und Staatsfunktionärin
- Jekaterina Furzewa (1910–1974), Politikerin
- Boris Sokolow (1914–2013), Geologe, Paläontologe und Hochschullehrer
- Lidija Franklin (1917–2019), Tänzerin, Tanzpädagogin und Choreografin
- Juri Nyrkow (1924–2005), Fußballspieler[4] und Generalmajor[5]
- Oleg Sorochtin (1927–2010), Geologe
- Juri Borissow (* 1956), Politiker und stellvertretender Verteidigungsminister